# Oudt Leyden
Oudt Leyden is een dubbelrestaurant in de stad Leiden, in de Nederlandse provincie Zuid-Holland. Het restaurant opende in 1907 zijn deuren als het "Pannekoekenhuysje". Later werd het met een restaurant uitgebreid en deze zaak droeg een Michelinster van 1957 tot en met 1979 en van 1982 tot en met 1989. De toenmalige eigenaar, S.M. Borgerding, behoorde tot de oprichters van de Alliance Gastronomique in Nederland. De aangesloten zeventien restaurants streefden ernaar om de Nederlandse smaakvervlakking tegen te gaan en cuisine op het hoogste niveau aan te bieden. Momenteel staat het vooral bekend als pannenkoekenrestaurant, hoewel de rotisserie ook nog bestaat.